# Korallit

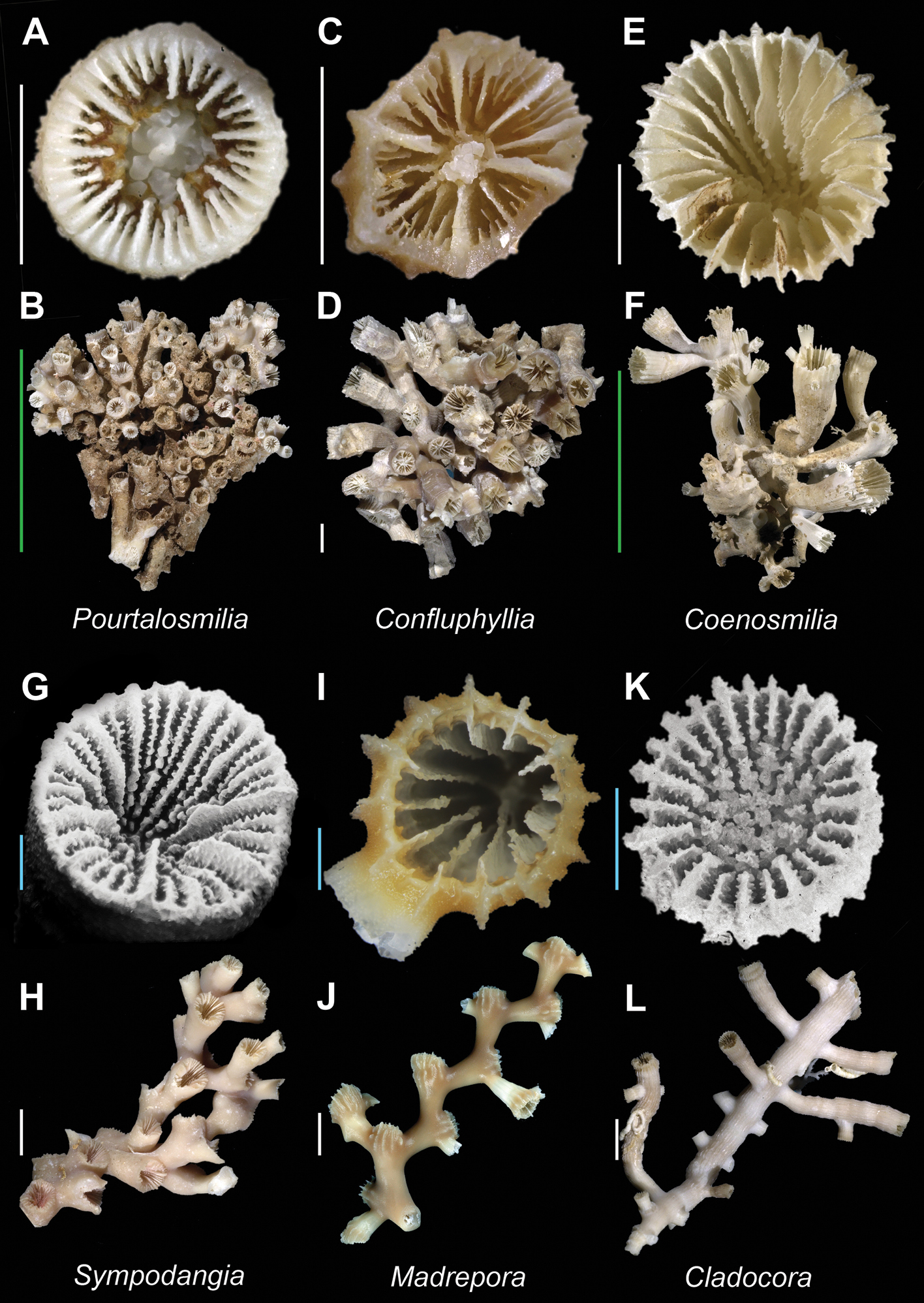
Rezente azooxanthelle (die keine Zooxanthellen besitzen) Steinkorallen. Jeweils Bild oben = Blick auf den Kelch mit den deutlich erkennbaren Septen, darunter die Kolonie.

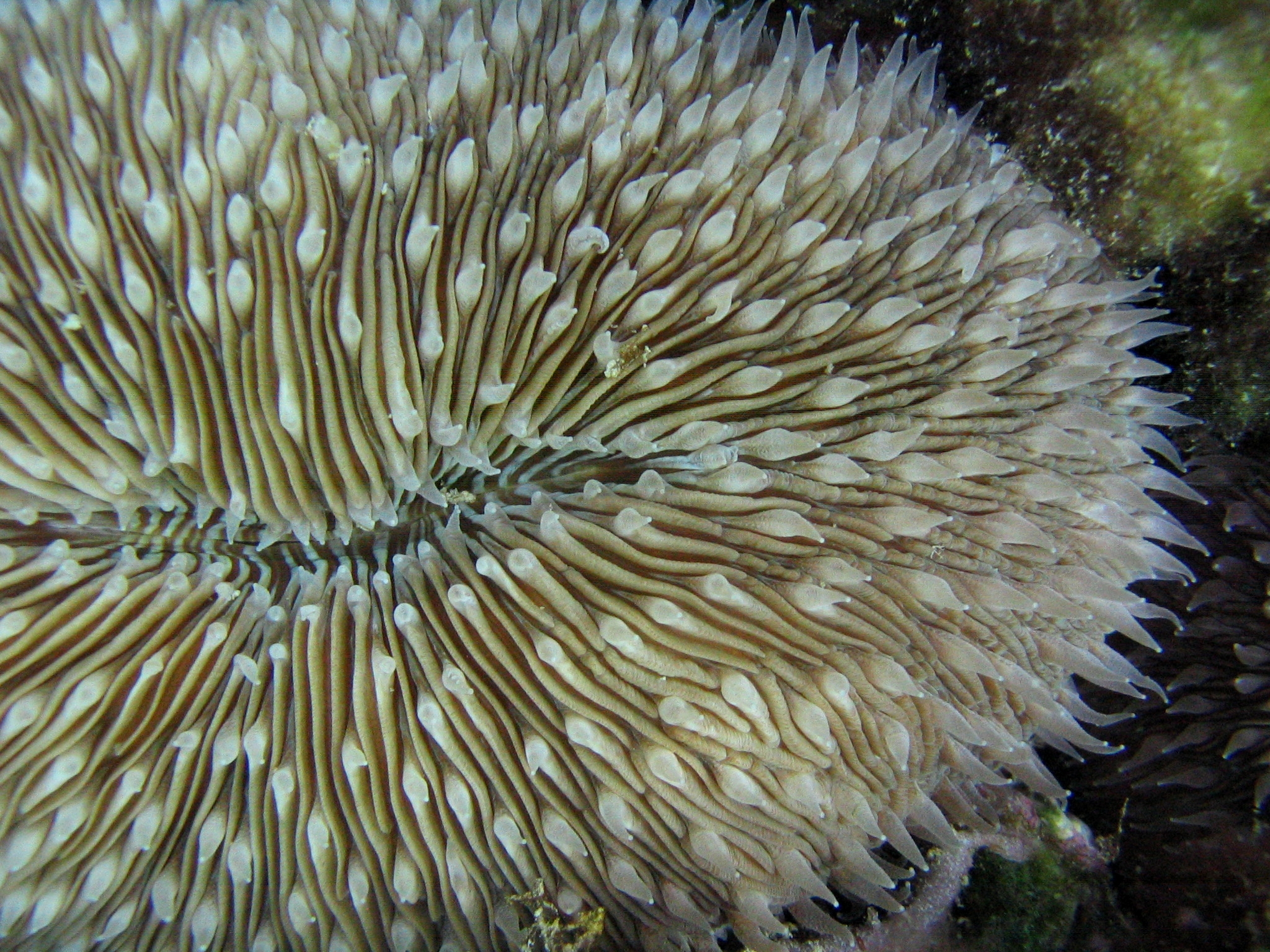
Bei der Pilzkoralle
Fungia scutaria sieht man die Septen des Koralliten am lebenden Exemplar

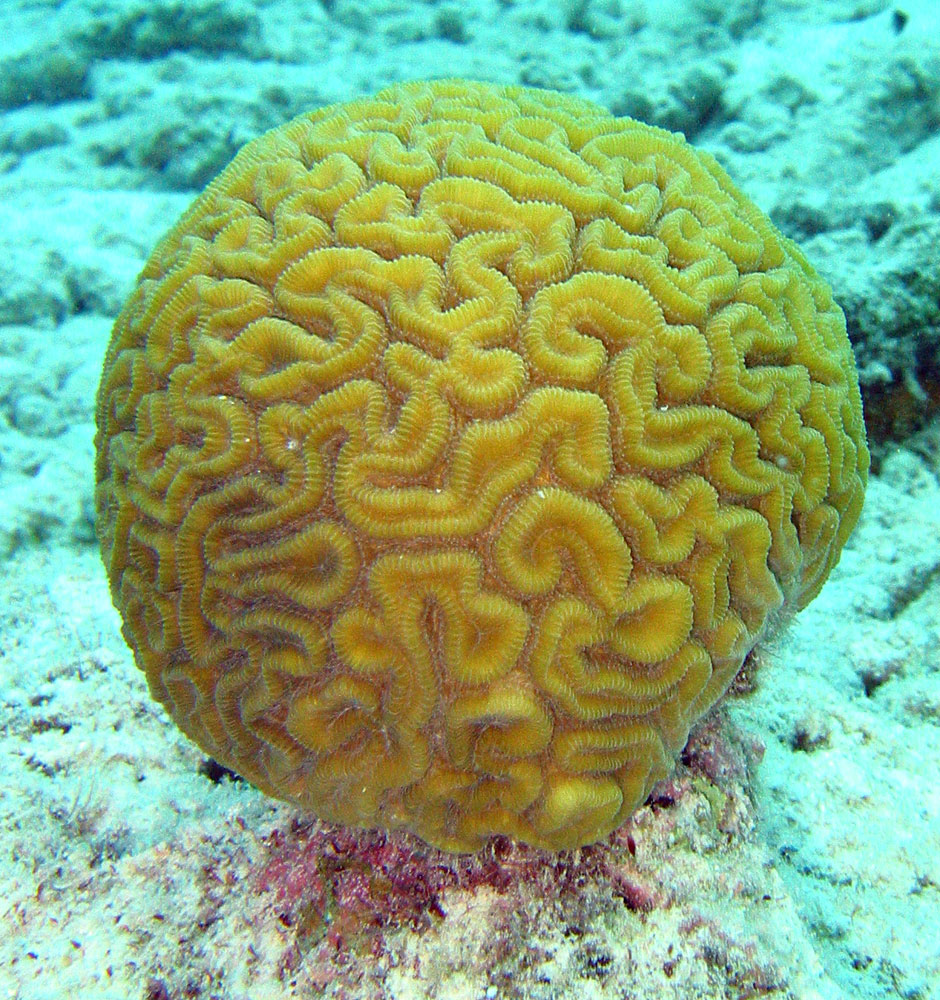
„Hirnkoralle“
Diploria labyrinthiformis

Ein Korallit oder Korallenkelch ist der Teil des Skeletts von Steinkorallen (Scleractinia) auf beziehungsweise in dem die Korallenpolypen sitzen. Er wird an der Basis des Polypen durch die Ausscheidung feinster Aragonitkristalle gebildet. Der Korallit gibt in seiner Struktur die Anatomie des Korallenpolypen wieder.
Der Kelch besteht aus einer Basalplatte, die von einer Theca genannten ringförmigen Außenwand umgeben ist. Von der Theca aus erstrecken sich sechs, zwölf oder, bei vielen großpolypigen Steinkorallen auch ein Vielfaches von sechs, scharfkantige Kalksepten radiär zur Mitte des Koralliten. Setzen sich die Septen über die Korallitenwand hinaus nach außen fort, werden die außen sitzenden Teile als Costae bezeichnet. Die Anzahl der Kalksepten entsprechen der Anzahl der Mesenterien im Gastralraum der Polypen. Im Zentrum des Koralliten sitzt bei manchen Gattungen eine kleine, Collumella genannte, Kalksäule, an die alle Septen stoßen. Bei solitären Steinkorallen fehlt oft die Außenwand. Der Korallit wächst durch die Kalkproduktion am Fuß des Polypen weiter und wird immer tiefer. Sind Septen und Außenring zu hoch geworden, so wird eine neue Basalplatte, etwas höher als die alte, gebildet. Die alte Basalplatte ist jetzt zu einem Querboden im Korallenskelett geworden, der Dissepiment genannt wird. Lebendes Korallengewebe, das sich unterhalb der neuen Basalplatte befindet, stirbt ab.
Bei den Hirnkorallen genannten, massiven Korallenformen entsteht die gewundene, stark gefaltete Form dadurch, dass sich mehrere Polypen einen langgestreckten Koralliten teilen, und sich zwischen den gemeinsamen Außenwänden tiefe Täler befinden. Diese Form wird auch Flabello-meandroid genannt.
Die genaue Feinstruktur der Koralliten ist ein wichtiges Merkmal bei der sehr schwierigen Artbestimmung der Steinkorallen.